# Govern de Cantàbria

Escut de Cantàbria.

El Govern de Cantàbria, oficialment Diputació Regional de Cantàbria, és una de les institucions estatutàries que conformen la Comunitat Autònoma de Cantàbria, sent l'òrgan superior col·legiat que dirigeix la política i l'Administració d'aquesta comunitat autònoma espanyola i és, així mateix, el titular de la funció executiva i de la potestat reglamentària sobre aquest territori.

## Composició
Presideix el Consell de Govern el President de Cantàbria, qui és triat pel Parlament de Cantàbria entre els seus membres. Aquest al seu torn tria als titulars de les conselleries, els quals poden ser membres o no del Parlament.

## Consell de Govern actual
| Càrrec                                                                        | Nom                                  |
| ----------------------------------------------------------------------------- | ------------------------------------ |
| Presidència del Govern                                                        | Miguel Ángel Revilla Roiz (PRC)      |
| Vicepresidència del Govern i Conselleria d'Ocupació i Benestar Social         | Dolores Gorostiaga Saiz (PSC-PSOE)   |
| Conselleria de Presidència i Justícia                                         | José Vicente Mediavilla Cabo (PRC)   |
| Conselleria d'Indústria i Desenvolupament Tecnològic                          | Javier del Olmo Ilarza (PSC-PSOE)    |
| Conselleria d'Obres Públiques, Ordenació del Territori, Habitatge i Urbanisme | José María Mazón Ramos (PRC)         |
| Conselleria de Desenvolupament Rural, Ramaderia, Pesca i Biodiversitat        | Jesús Miguel Oria Díaz (PRC)         |
| Conselleria d'Economia i Hisenda                                              | Ángel Agudo San Emeterio (PSC-PSOE)  |
| Conselleria de Medi Ambient                                                   | Francisco Martín Gallego (PRC)       |
| Conselleria de Cultura, Turisme i Esport                                      | Francisco Javier López Marcano (PRC) |
| Conselleria d'Educació                                                        | Rosa Eva Díaz Tezanos (PSC-PSOE)     |
| Conselleria de Sanitat                                                        | Luis María Truán Silva (PSC-PSOE)    |

## Empreses públiques
- Cantur.[2]
- Sican.[3]
- Sodercan.[4]
- Gesvican.
- Ports de Cantàbria.

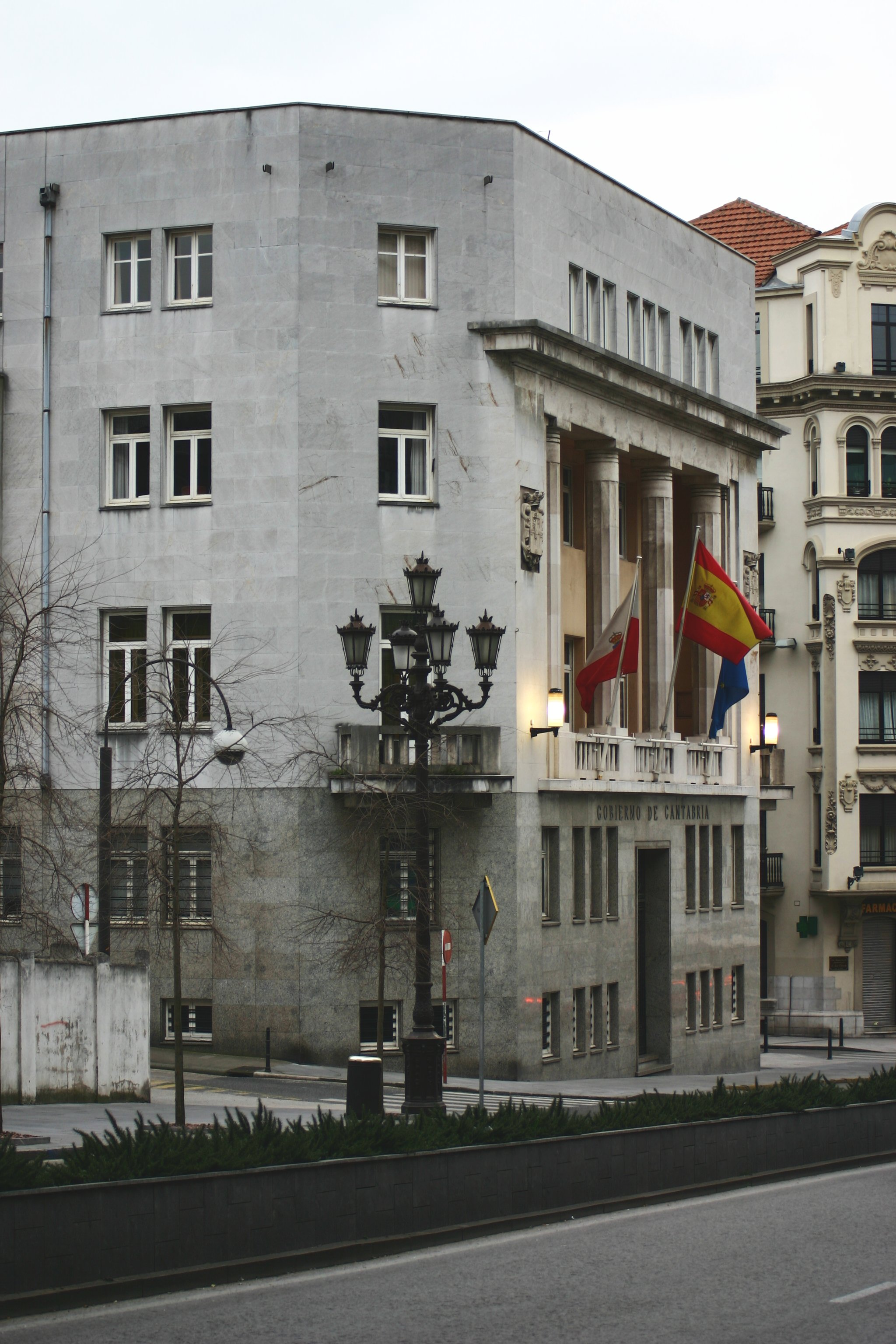
Antiga seu del Govern de Cantàbria.

- Emcan (Servei Càntabre d'Ocupació).[5]
- PCTCan.[6]
- Servei Càntabre de Salud.[7]

## Dependències
Les diferents conselleries del Govern de Cantàbria es troben repartides en la ciutat de Santander. La seu de la Presidència es trobava en al carrer Casimiro Sáinz, en la zona de Puertochico, no obstant això s'ha decidit demolir-la i construir un nou edifici projectat per Rafael Moneo, a l'estil del Kursaal, en el seu lloc. Aquesta nova construcció albergaria algunes conselleries a més de la mateixa Presidència a fi de centralitzar l'administració i eliminar la dispersió. La seu principal del Govern es troba actualment de forma provisional en el modern Palacio de Peña Herbosa. Per a la Conselleria d'Obres Públiques i Habitatge es pretén construir un edifici en el solar de "El Palau del Moble" desplomat el 19 de febrer de 2006.

## Historial de Presidents i Vicepresidents
1982-1984: José Antonio Rodríguez Martínez (Independent a les llistes de CP), guanyà les eleccions de 1983 (fou interí fins aquell mateix any).
- 1982-1984: Vacant.

1984-1987: Ángel Díaz de Entresotos y Mier (AP), investit pel Parlament després de la dimissó de José Antonio Rodríguez.
- 1984-1986: Ambrosio Calzada Hernández (PDP).
- 1986-1987: Vacant.

1987-1990: Juan Hormaechea Cazón (Independent a les llistes d'AP), guanyà les eleccions de 1987.
- 1987-1990: Vacant.

1990-1991: Jaime Blanco García (PSC-PSOE), presidí un Govern de Gestió després de la moció de censura a Juan Hormaechea.
- 1990-1991: José Luis Vallines Díaz (PP).

1991-1995: Juan Hormaechea Cazón (UPCA), investit amb suport del PP.
- 1991-1992: Roberto Bedoya Arroyo (UPCA).
- 1992-1995: Vacant.

1995-2003: José Joaquín Martínez Sieso (PP), guanyà les eleccions de 1995 i 1999.
- 1995-2003: Miguel Ángel Revilla (PRC).

2003-?: Miguel Ángel Revilla Roiz (PRC), investit amb suport del PSC-PSOE.
- 2003-?: María Dolores Gorostiaga Saiz (PSC-PSOE).